# Josip Palada
Josip Palada (Zagabria, 5 febbraio 1912 – Zagabria, 4 maggio 1994) è stato un tennista jugoslavo di origine croata.
Il suo miglior risultato sono le semifinali raggiunte agli Internazionali di Francia 1938, dove perse da Donald Budge, poi vincitore del torneo.
Palada è il tennista con più presenze (74) e vittorie (42, in concorso con Franjo Punčec) nella squadra jugoslava di Coppa Davis. Ha disputato anche nove incontri per lo Stato Indipendente di Croazia.